# Yoanka González Pérez
Yoanka González Pérez   (Santa Clara, 9 de gener de 1976) és una exciclista cubana especialista en la pista. Ha estat Campiona del món en Scratch i medallista olímpica als Jocs Olímpics de Pequín.

## Palmarès en pista
- 2004
  -  Campiona del món de Scratch
  - Campiona en Persecució als Campionats Panamericans
- 2006
  - Medalla d'or al Jocs Centreamericans i del Carib, en Puntuació
  - Campiona en Puntuació als Campionats Panamericans
- 2007
  - Medalla d'or al Jocs Panamericans, en Puntuació
- 2008
  -  Medalla de plata als Jocs Olímpics de Pequín en Puntuació
  - Campiona en Puntuació als Campionats Panamericans
  - Campiona en Scratch als Campionats Panamericans
- 2011
  - Campiona en Scratch als Campionats Panamericans
  - Campiona en Persecució per equips als Campionats Panamericans (amb Yudelmis Domínguez i Marlies Mejías)

### Resultats a laCopa del Món
- 2005-2006
  - 1r a Moscou, en Scratch
- 2006-2007
  - 1a a la Classificació general i a la prova de Manchester, en Puntuació

## Palmarès en ruta
- 1999
  -  Campiona de Cuba en ruta
- 2001
  -  Campiona de Cuba en ruta
  -  Campiona de Cuba en contrarellotge
- 2003
  - Medalla d'or al Jocs Panamericans, en ruta
- 2004
  -  Campiona en ruta dels Campionats Panamericans
- 2006
  - Medalla d'or al Jocs Centreamericans i del Carib, en ruta